# 粗石 (亞利桑那州)
粗石（英語：Rough Rock）是位於美國亞利桑那州阿帕契縣的一個人口普查指定地區。根據2010年美國人口普查，該地人口為414人，而該地的面積約為33.12平方千米。

## 地理
粗石的座標為36°24′53″N 109°51′20″W / 36.41472°N 109.85556°W，而該地最高點為海拔高度1914米（即6280英尺）。